# Armeá (Láncara)
Armeá (llamada oficialmente San Pedro de Armea) es una parroquia y una aldea española del municipio de Láncara, en la provincia de Lugo, Galicia.

## Organización territorial
La parroquia está formada por cuatro entidades de población, constando tres de ellas en el nomenclátor del Instituto Nacional de Estadística español:
- Armea (Armea de Arriba)
- Leirado
- Pedra de Saa
- Vilela de Arriba

## Demografía

### Parroquia
| Gráfica de evolución demográfica de Armeá (parroquia) entre 2000 y 2020 |
|                                                                         |
| Datos según el nomenclátor publicado por el INE.                        |

### Aldea
| Gráfica de evolución demográfica de Armea (aldea) entre 2000 y 2020 |
|                                                                     |
| Datos según el nomenclátor publicado por el INE.                    |